# Ferrocarril Regional Sounder
El Ferrocarril Regional Sounder o simplemente como Sounder (Reporte de marca AAR SDRX) es un servicio de ferrocarril regional operado por la BNSF en nombre de Sound Transit. El servicio funciona de lunes a viernes durante las horas pico desde Seattle, Washington, al norte hasta Everett y hasta Lakewood al sur. A partir de 2011, el servicio opera durante los horarios tradicionales de horas pico, con trenes que circulan más por la mañanas hacia Seattle y por las tardes hacia la periferia. Dos servicios de viajes redondos operan diariamente desde y hacia Tacoma.  Trenes adicionales Sounder operan los sábados y domingos durante los juegos de los Seahawks y Sounders en CenturyLink Field y los Marineros en Safeco Field. Ambos estadios están a pocos pasos de la Estación de King Street.

## Flota
| Modelo                          | Manufacturado | Número de Calle           | Número de la flota | Notas                               | Imagen |
| ------------------------------- | ------------- | ------------------------- | ------------------ | ----------------------------------- | ------ |
| Locomotoras                     |               |                           |                    |                                     |        |
| EMD F59PHI                      | 1999          | 901-904                   | 4                  |                                     |        |
| EMD F59PHI                      | 2000          | 905-906                   | 2                  |                                     |        |
| EMD F59PHI                      | 2001          | 907-911                   | 5                  |                                     |        |
| MotivePower MP40PH-3C           | 2012          | 921-923                   | 3                  |                                     |        |
| Coches cabina                   |               |                           |                    |                                     |        |
| Bombardier BiLevel Coche cabina | 1999          | 101-104                   | 4                  |                                     |        |
| Bombardier BiLevel Coche cabina | 2000          | 105-111                   | 7                  | 112-118 sold to Caltrain.           |        |
| Bombardier BiLevel Coche cabina | 2003          | 301-307                   | 7                  |                                     |        |
| Bombardier BiLevel Coche cabina | 2014          | (308-310)                 | (3)                | Compra planeada.                    |        |
| Coches                          |               |                           |                    |                                     |        |
| Bombardier BiLevel Coach        | 2000          | 201-213                   | 13                 |                                     |        |
| Bombardier BiLevel Coach        | 2001          | 214-215                   | 2                  |                                     |        |
| Bombardier BiLevel Coach        | 2002          | 216-218, 227-228, 231-240 | 15                 | 219-226 & 229-230 sold to Caltrain. |        |
| Bombardier BiLevel Coach        | 2003          | 401-410                   | 10                 |                                     |        |
| Bombardier BiLevel Coach        | 2014          | (411-414)                 | (4)                | Planned purchase.                   |        |
| Bombardier BiLevel Coach        | 2015          | (415-421)                 | (3)                | Planned purchase.                   |        |
| Fuentes:                        |               |                           |                    |                                     |        |